# 于巴赫河

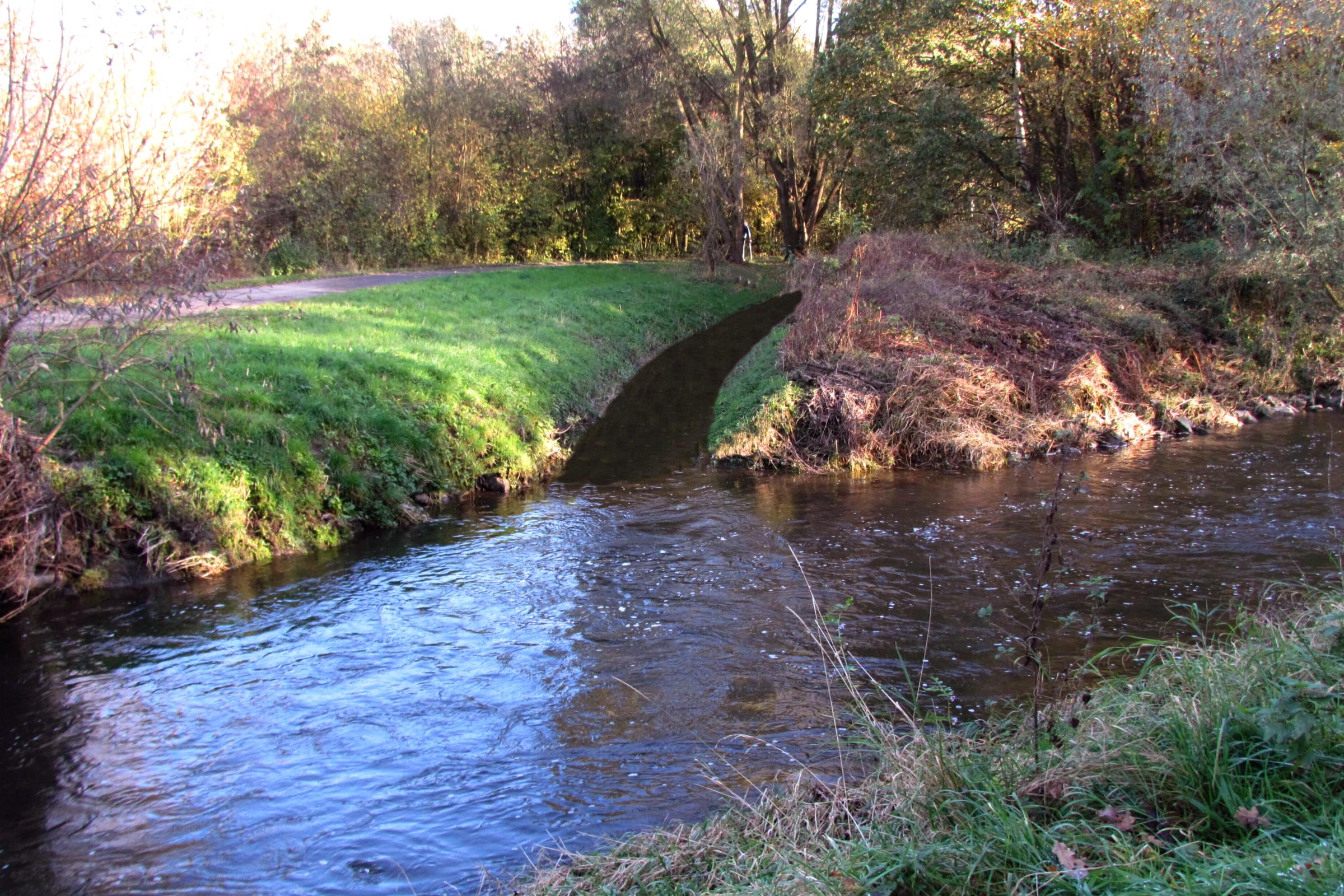

于巴赫河（德語：Uebach），是德國的河流，位於該國西部，處於北萊茵-威斯特法倫州，屬於武爾姆河的右支流，河道全長9.1公里，流域面積16.1平方公里。